# Bulleyia
Bulleyia é um género botânico pertencente à família das orquídeas (Orchidaceae).